# Miss Mundo Trindade e Martim Vaz
Miss Mundo Trindade e Martim Vaz é um título dado à uma candidata originária ou residente do Estado do Espírito Santo pela organização nacional do evento, para que ela represente o arquipélago da melhor forma possível no certame Miss Mundo Brasil. O título foi atribuído somente, até o momento, a três misses, sendo duas nascidas no Estado e uma em Minas Gerais. A atual detentora da faixa é a vitoriense Larissa Dienstmann.

## Representantes
| Ano  | Nome                          | Nascida em | Idade | Altura | Colocação | Real Colocação | Ref   |
| ---- | ----------------------------- | ---------- | ----- | ------ | --------- | -------------- | ----- |
| 2015 | Larissa Dienstmann            | Vitória    | 20    | 1.70   | Top 20    | 12º. Lugar     | [ 1 ] |
| 2010 | Diana Gave dos Santos         | Vitória    | 22    | 1.70   |           | 34º. Lugar     | [ 2 ] |
| 2009 | Flávia Renata Santos Monteiro | Congonhas  | 17    | 1.74   |           | 21º. Lugar     | [ 3 ] |

### Prêmios Especiais
Até o momento nenhuma candidata da ilha conseguiu uma premiação.

## Ligações Externas
- Site Oficial do Miss Mundo Brasil
- Site Oficial do Miss Mundo